# Soultz-les-Bains
Soultz-les-Bains is een gemeente in het Franse departement Bas-Rhin (regio Grand Est) en telt 791 inwoners (2004). De plaats maakt deel uit van het arrondissement Molsheim.

## Geografie
De oppervlakte van Soultz-les-Bains bedraagt 3,6 km², de bevolkingsdichtheid is 219,7 inwoners per km².
De onderstaande kaart toont de ligging van Soultz-les-Bains met de belangrijkste infrastructuur en aangrenzende gemeenten.

## Demografie
Onderstaande figuur toont het verloop van het inwonertal (bron: INSEE-tellingen).